# Albert Gröning (Politiker, 1839)
Albert Gröning (* 26. Januar 1839 in Bremen; † 23. Juni 1903 ebenda) war ein deutscher Politiker, Senator und Bürgermeister von Bremen.

## Biografie
Gröning war der Sohn des Bremer Syndicus Albert Gröning (1784–1843) und der Enkel von Bürgermeister Georg Gröning (1745–1825). Er studierte Rechtswissenschaft in Göttingen und wurde dort 1857 Mitglied des Corps Saxonia Göttingen. 1860 wurde er in Bremen Advokat in der 1858 gegründeten und später so benannten Rechtsanwalts- und Notarskanzlei Ahlers & Vogel. Er war Mitglied des Deutschen Nationalvereins. 1863 war er Mitbegründer des Bremer Vorschussvereins, aus dem 1885 die Bremer Gewerbebank AG hervorging. 1867 wurde er in die Bremische Bürgerschaft gewählt. 1870 meldete er sich freiwillig, um am Deutsch-Französischen Krieg teilzunehmen.
1871 erfolgte seine Ernennung zum Senator. Als Senator verwaltete er bis 1890 das Amt des Landherrn, eine Behörde der bremischen Kommunalverwaltung, und war Leiter des bremischen Finanz- und Steuerwesens. Seine Sorgen als Finanzsenator waren die immer zunehmenden Schulden der Stadt Bremen. Er war ein entschiedener Gegner der protektionistischen Schutzzollpolitik des Deutschen Reiches und Befürworter des Freihandels. 1895, 1897, 1900 und von 1902 bis zu seinem Tod war Gröning jeweils für ein Jahr Bürgermeister von Bremen.
Gröning war 1880 Mitglied des fünfköpfigen Exekutivkomitees der Liberalen Vereinigung, dem außer ihm die Abgeordneten Heinrich Rickert und Gustav Lipke sowie die Nichtparlamentarier Friedrich Kapp und Theodor Wilhelm Lesse angehörten.